# 春日井市立中央公民館
春日井市立中央公民館（かすがいしりつちゅうおうこうみんかん）は、愛知県春日井市柏原町にある公民館。春日井市市民文化センター（かすがいししみんぶんかセンター）と呼ばれることもある。旧称は春日井市産業会館（かすがいしさんぎょうかいかん）。

## 歴史
春日井市では1960年代半ばに中央公民館の建設計画が起こる。1968年（昭和43年）に春日井市産業会館として建設され、1971年（昭和46年）に産業会館に中央公民館を併設するという形が取られた。2階建の本館（旧・A棟）、3階建ての北館（旧・B棟）、3階建ての西館の3館があり、本館と北館は館内通路で結ばれている。別棟として陶芸実習室、焼成室、ホールがある。敷地内には春日井市指定有形民俗文化財の「四つ建て」民家、テニスコートがある。隣接地には春日井市立柏原西保育園がある。

## 施設

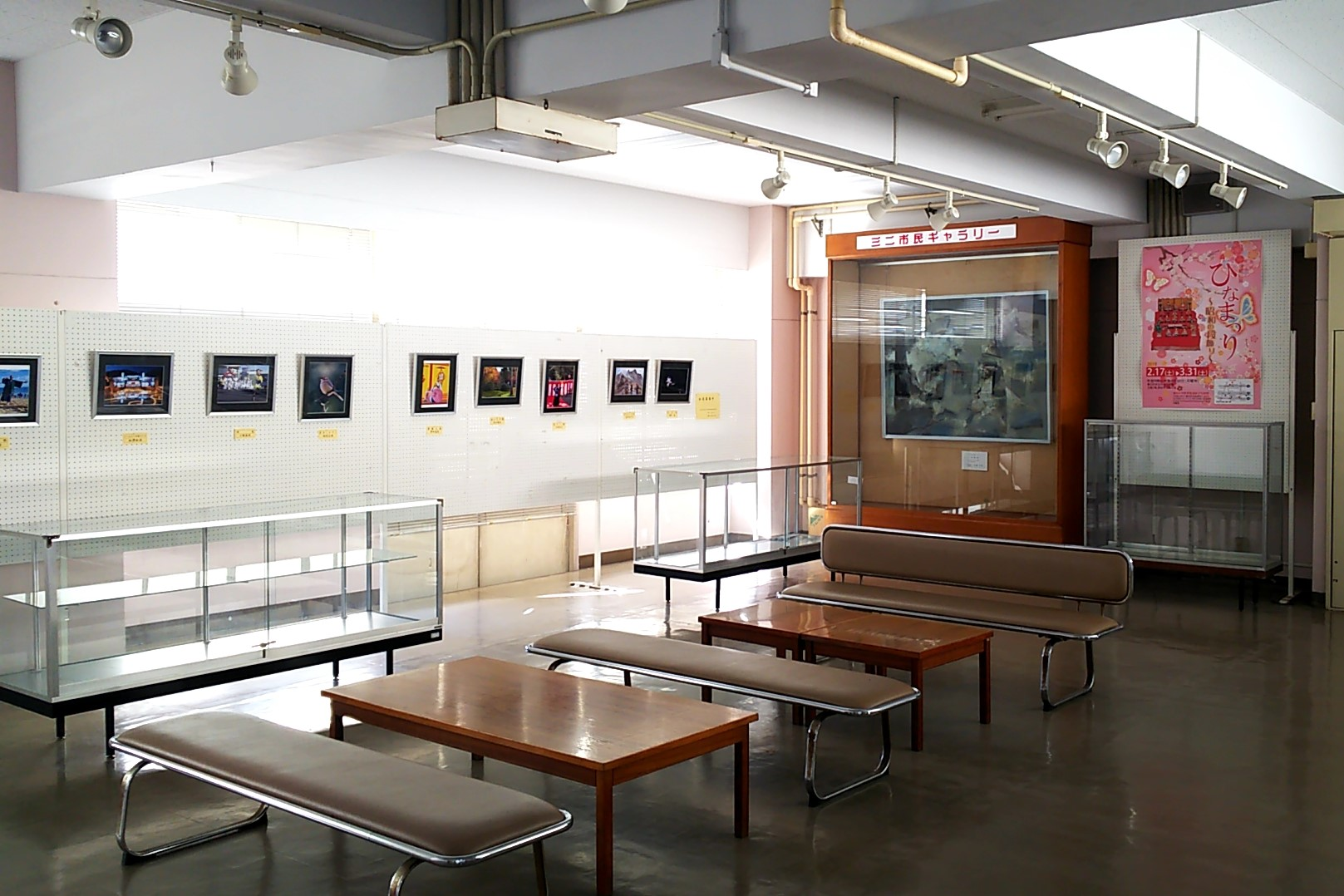
ロビー

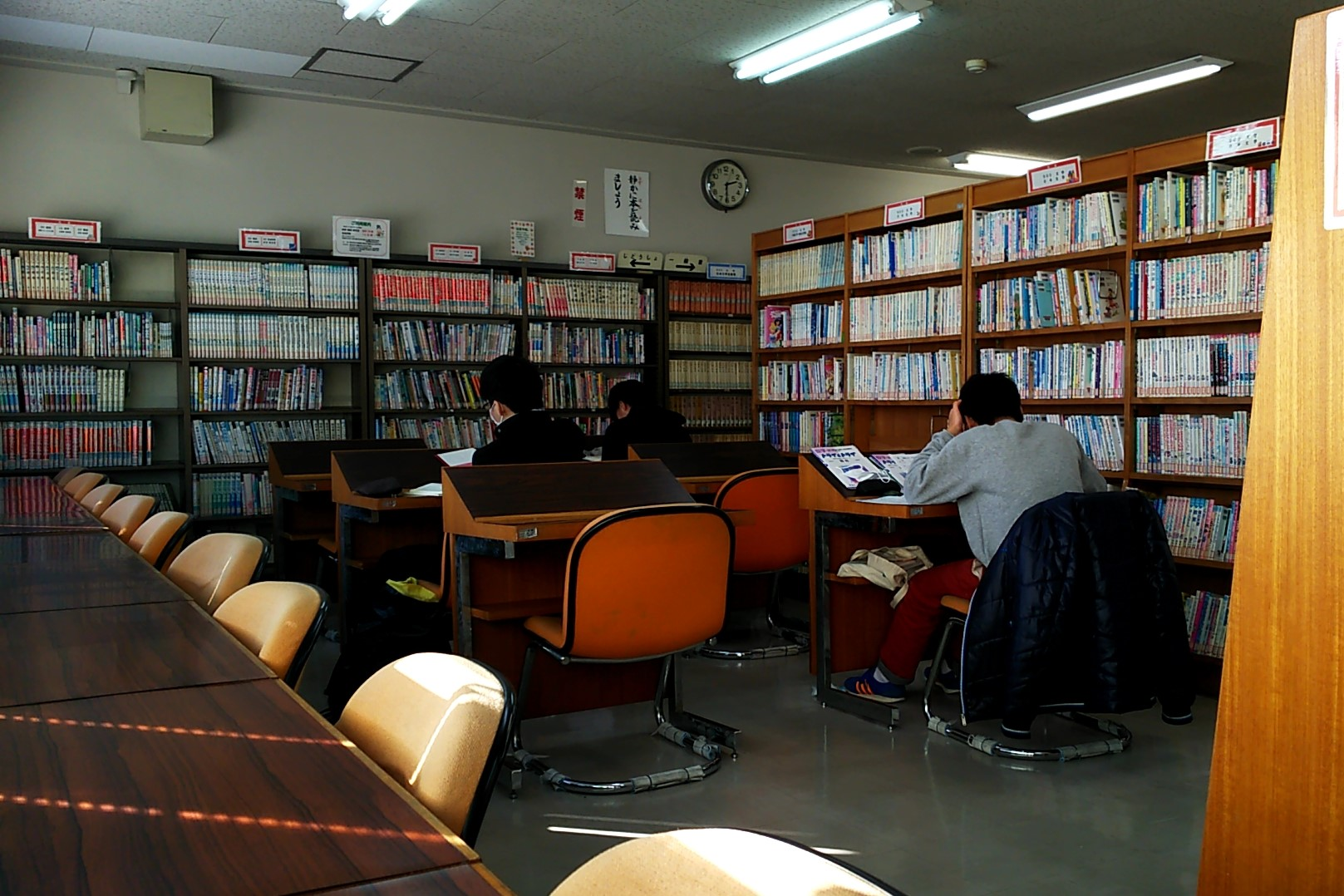
中央公民館図書室

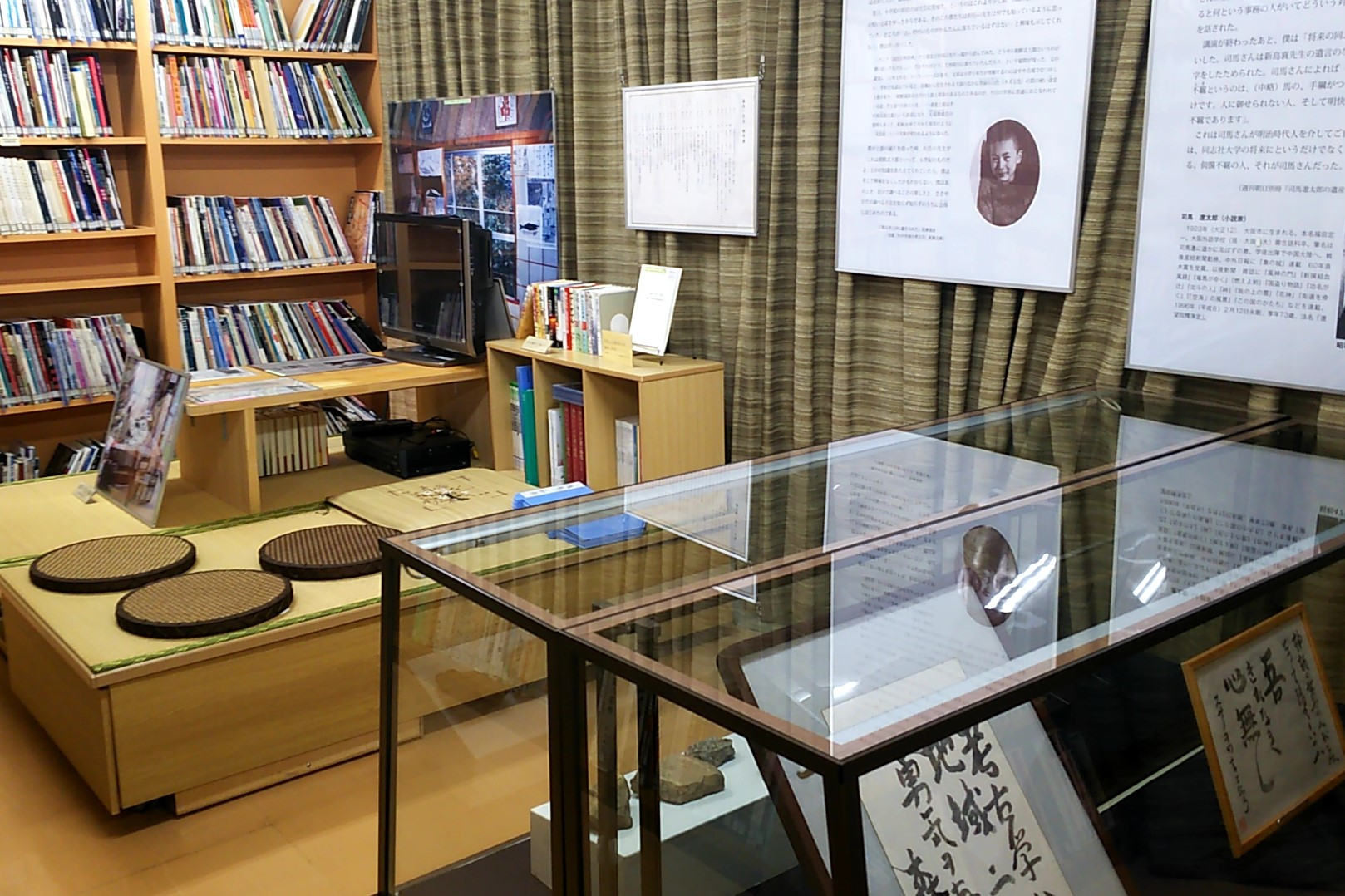
森浩一文庫

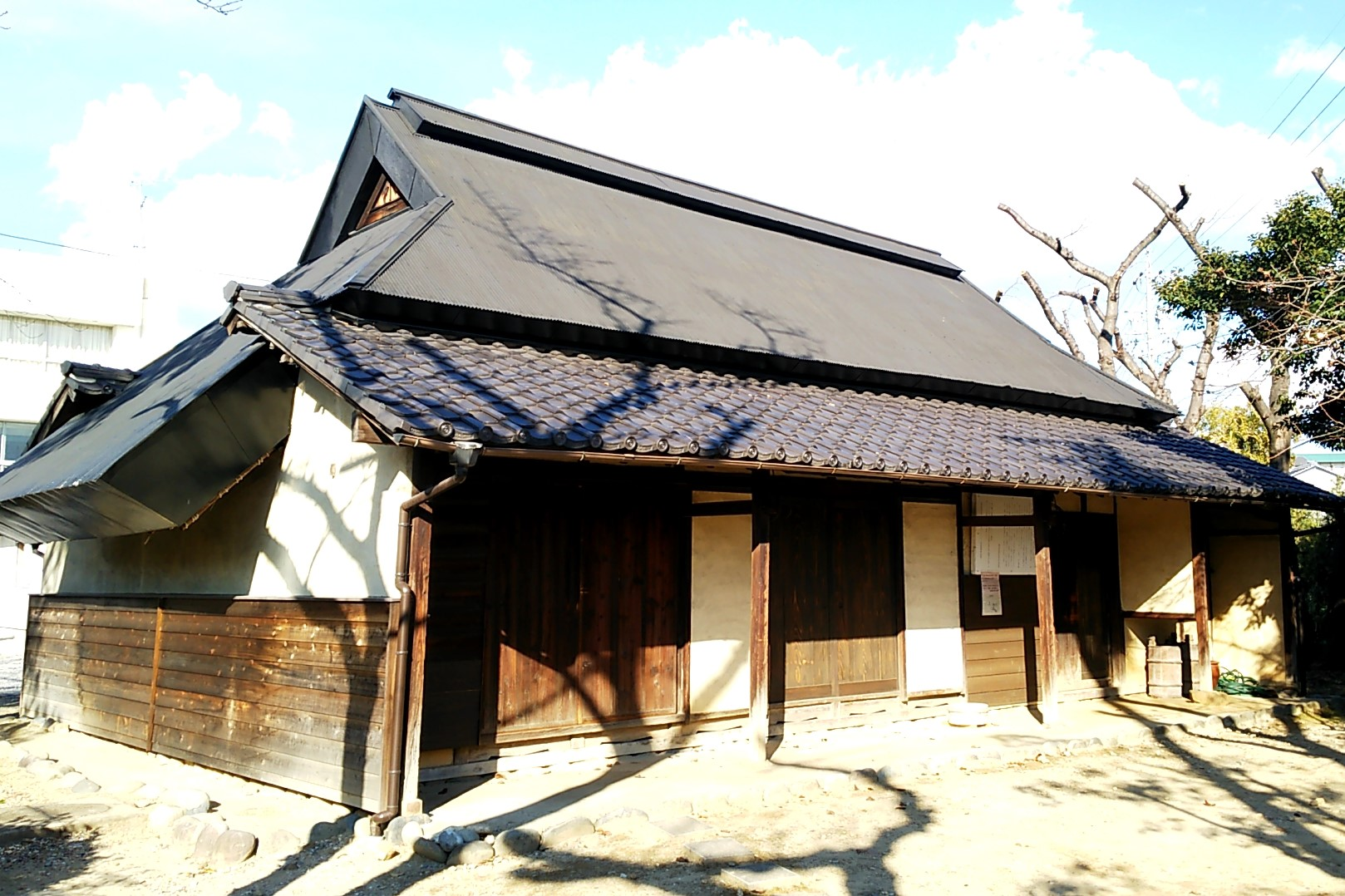
四つ建て民家

### 施設の概要
- 本館（旧・A棟） - 中央公民館図書室（84m2）、第1集会室（75m2）、第2集会室（23m2）、第3集会室（25m2）、第4集会室（58m2）、第5集会室（38m2）、第6集会室（36m2）、事務室など[1]
- 北館（旧・B棟） - 民俗考古展示室、森浩一文庫、春日井市教育研究所、春日井市教育研究所研究室など[1]
- 西館 - 第7集会室（138m2）、展示室、教育委員会文化財課など[1]
- 陶芸実習室（58m2）、焼成室[1]
- ホール（237m2）[1]
- テニスコート（照明あり人工芝コート3面、照明なしグリーンサンドコート5面）[1]
- 「四つ建て」民家[1]

### 中央公民館図書室
中央公民館図書室は1977年（昭和52年）11月に開室。現在の春日井市図書館の図書室の中では高蔵寺ふれあいセンター図書室に次いで古い。床面積は84m2であり、春日井市図書館の9図書室（70m2から97m2）の中では標準的な規模である。

### 森浩一文庫
考古学者の森浩一は「春日井シンポジウム」の企画立案を担い、地域学の一種として「東海学」を提唱した。森から寄贈された蔵書を収蔵・公開する場として、2010年（平成22年）10月2日に森浩一文庫がオープンした。近畿や九州を中心とする全国の発掘調査報告書に加えて、博物館などの展示図録、紀要・年報類、歴史関係の雑誌、考古学・歴史学・民俗学に関する一般書籍など、約17,000冊を所蔵している。すべての配架図書を自由に閲覧でき、室内のコピー機で複写も可能だが、館外貸出は不可。文庫の一角には森の書斎が再現されている。

### 民俗考古展示室
民俗考古展示室は、近現代史をテーマとする民俗展示室と、古代史をテーマとする考古展示室に分かれている。中央公民館の耐震工事のため、2010年（平成22年）10月にリニューアル･オープンした。
民俗展示室では明治期の農村の暮らし、大正・昭和期の産業、高度成長期の暮らしなどを展示している。高度成長期の高蔵寺ニュータウンの住宅の台所が再現されている。考古展示室では弥生時代前期の環濠集落である松河戸遺跡、古墳時代の味美二子山古墳から埴輪が出土した下原古窯群、古墳時代に伝えられた須恵器などを展示している。

### 春日井市教育研究所
春日井市の教育の充実と振興を図るための機関として春日井市教育研究所が設置されている。1990年（平成2年）7月から8月にB棟（現・北館）2階の改修工事を行い、10月に春日井市教育研究所を開設、1991年（平成3年）4月に業務を開始した。同年7月には『教育研究所だより』を創刊。2004年（平成16年）4月には相談室「ひまわり」を開設した。2006年（平成18年）4月にはハルネットにウェブを開設した。

### 四つ建て民家
中央公民館の敷地内には尾張地方特有の「四つ建て」と呼ばれる建築手法を用いて建設された旧小林家住宅が移築されている。旧小林家住宅は1868年（明治元年）に別の場所から東春日井郡勝川村に移築されたものであり、1978年（昭和53年）に中央公民館の敷地内に移築された。1981年（昭和56年）には春日井市指定有形民俗文化財に指定された。
「四つ建て」とは4本の太い柱を中心として家を支える構造である。田の字型の部屋と土間で構成されており、部屋は「だいどこ」（居間）、「でい」（客間）、「なんど」（寝室）、「かって」（食堂）の4つに、土間は「にわ」「くど」（炊事場・作業場）、「まや」（馬屋）、「ほそや」（食料保存場所）の4つに分かれている。

## 利用案内
森浩一文庫・民俗考古展示室
- 入館料：無料[2]
- 開館時間：9時～16時30分[2]
- 休館日：月曜、年末年始[2]

中央公民館図書室
- 開館時間：9時～17時[7]
- 休館日：月曜、年末年始、特別整理期間[7]

中央公民館
- 開館時間：9時～21時30分[1]

## アクセス
JR中央本線 勝川駅から
- 名鉄バス市民病院線または勝川・小牧線で「稲口」バス停下車後、徒歩で約5分[2][1]。
- かすがいシティバス西環状線で「中央公民館前」バス停下車後、徒歩で約1分[2][1]。